# Verwaltungsgericht Frankfurt am Main

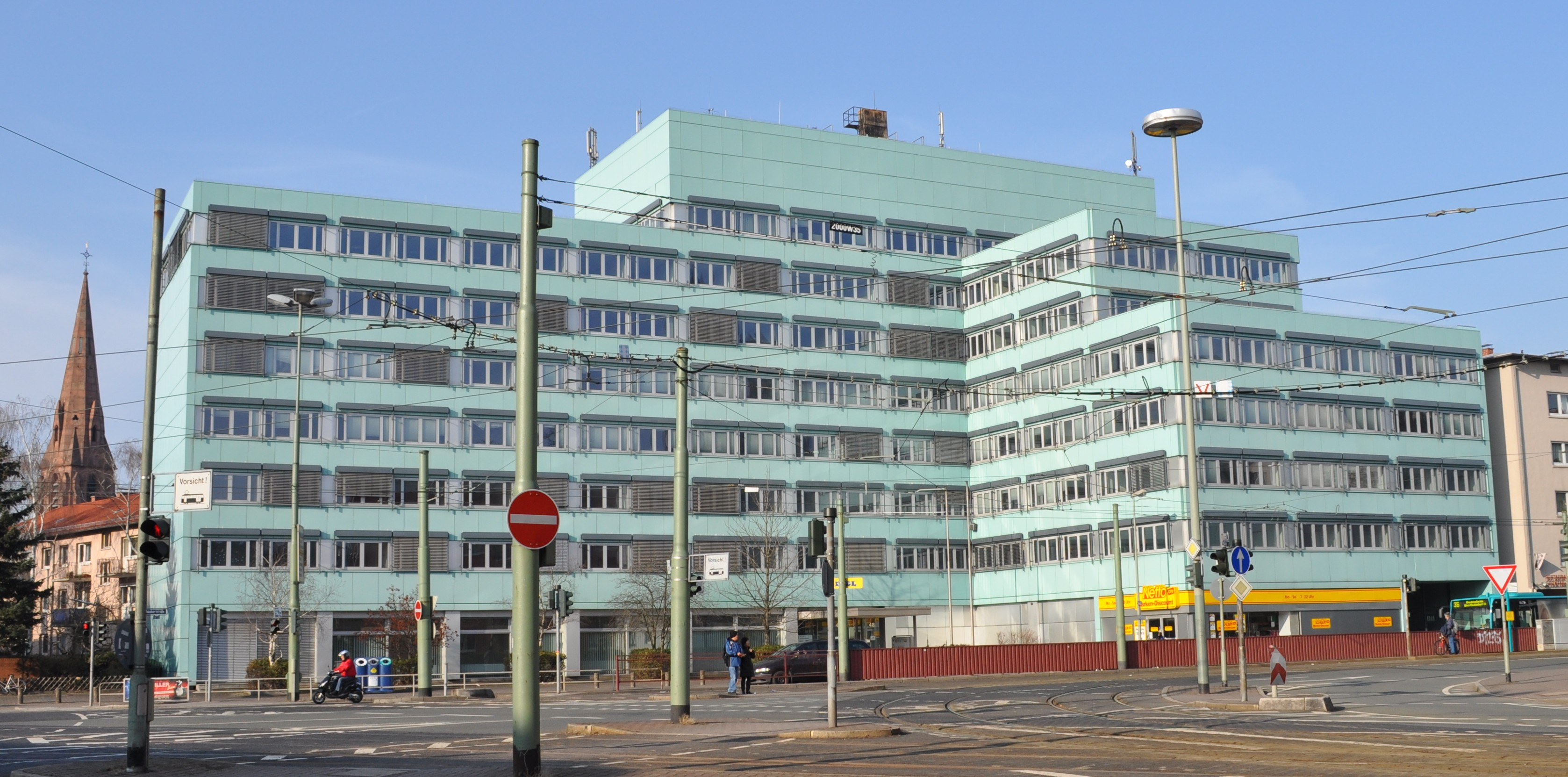
Adalbertstraße 44–48, bis 2006 Sitz des Gerichtes

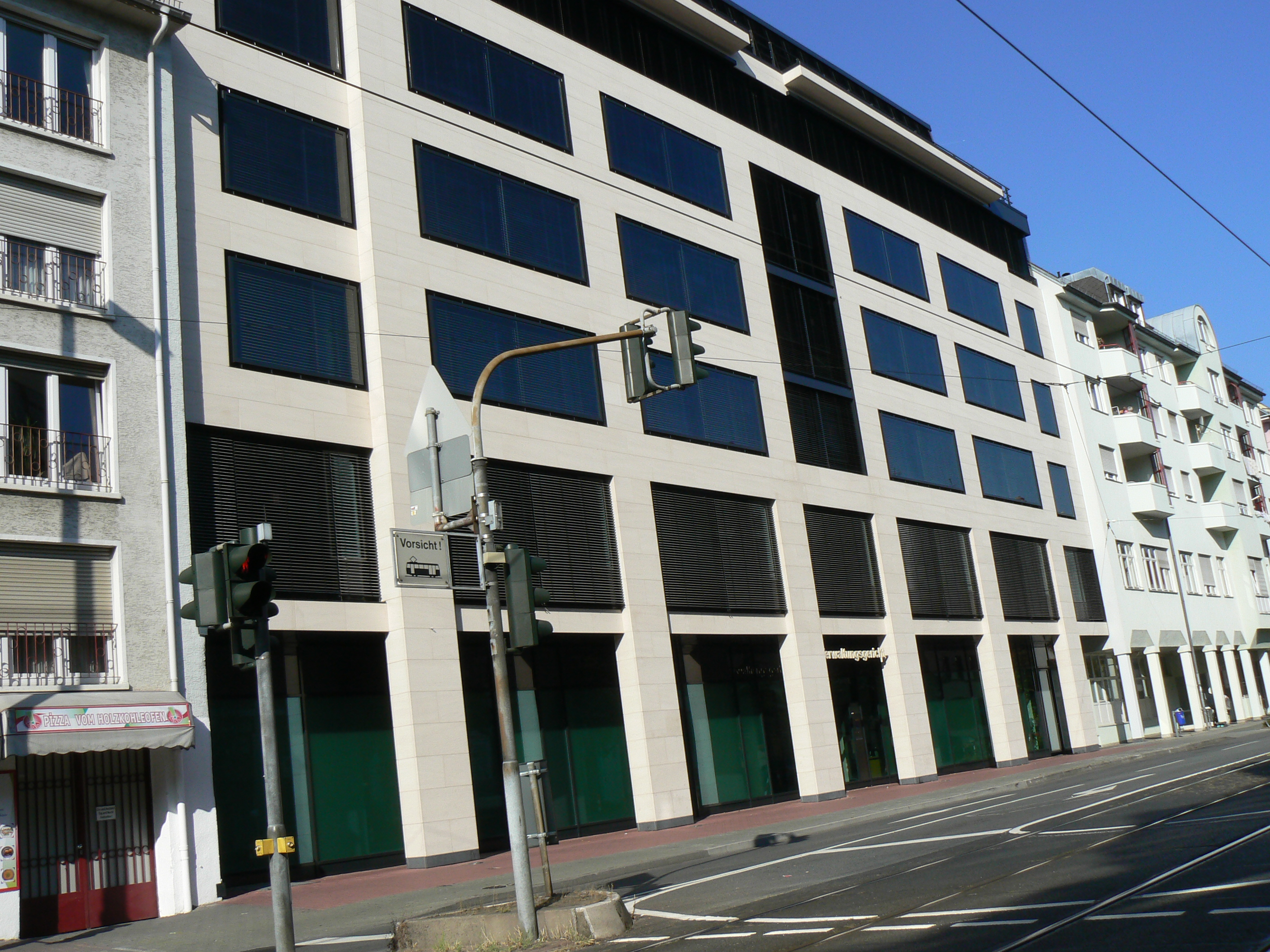
Adalbertstraße 18, ab 2006 Sitz des Gerichtes

Das Verwaltungsgericht Frankfurt ist das größte der fünf erstinstanzlichen Verwaltungsgerichte in Hessen. Das 1952 gegründete Gericht hat seinen Sitz in Frankfurt am Main, seit 2006 im neu errichteten Gerichtsgebäude an der Adalbertstraße 18 im Stadtteil Frankfurt-Bockenheim.

## Das Gericht

### Geschäftsverteilung, Spruchkörper
Das Gericht gliedert sich in den (unabhängigen) richterlichen und den (weisungsgebundenen) nicht-richterlichen Bereich (Gerichtsverwaltung). Für die Verteilung der anhängig gemachten Streitverfahren (Geschäftsverteilung) ist im richterlichen Bereich das (von den Richtern gewählte) Präsidium des Gerichts und im nicht-richterlichen Bereich der Gerichtsvorstand zuständig: Präsident ist Rainald Gerster, Vizepräsident Günter Wiegand.

### Entscheidungen, Rechtsmittel
Die Entscheidungen (Urteile und Beschlüsse) des Gerichts werden durch verschiedene Spruchkörper getroffen: Kammern und Einzelrichter. Die Kammern sind mit drei Berufsrichtern und zwei ehrenamtlichen Richtern besetzt. Die Entscheidungen sind nur zum Teil unanfechtbar, die meisten Urteile können auch nach der Berufungsbeschränkung durch die Rechtsmittel der Berufung und der Revision angefochten werden, Beschlüsse durch die Beschwerde, wenn bestimmte Voraussetzungen vorliegen. Berufungs- und Beschwerdeinstanz ist das Oberverwaltungsgericht, das in Hessen die Bezeichnung Hessischer Verwaltungsgerichtshof führt und seinen Sitz in Kassel hat.

### Gerichtsbezirk
Der Gerichtsbezirk des Verwaltungsgerichts ist die Stadt Frankfurt am Main sowie die Kreise Hochtaunuskreis, Main-Kinzig-Kreis und Main-Taunus-Kreis, in Asylverfahren umfasst der Gerichtsbezirk dagegen nicht den Main-Taunus-Kreis, dafür aber die Stadt und den Kreis Offenbach. Am Gericht waren 2011 42 Richter und 39 nicht-richterliche Mitarbeiter beschäftigt. Zum Stand vom 1. Januar 2013 sind 37 Richter und 35 nicht-richterliche Beschäftigte tätig.

## Die Geschichte

### Lex Verwaltungsgericht Frankfurt am Main
Zur Schaffung des 1952 gegründeten Gerichts bedurfte es einer eigenen Lex Verwaltungsgericht Frankfurt am Main, eines eigenen Gesetzes. Das Gericht war zunächst in einem alten Bürgerhaus im Frankfurter Westend untergebracht und umfasste zwei Kammern mit sechs hauptamtlichen Richtern. Die Anzahl der Verfahren wuchs jedoch ständig, 1958 waren es sechs Kammern mit je drei hauptamtlichen Richtern; so sollte es über 20 Jahre bleiben, obwohl die Eingänge rasch weiter zunahmen.

### Wirtschaftswunder und Subventionsstreitigkeiten
In der Wirtschaftswunder-Zeit waren es besonders die Streitigkeiten über Subventionen, die die in Frankfurt ansässigen Behörden (Einfuhr- und Vorratsstellen für die landwirtschaftliche Marktordnung), die vor allem auch EWG-Mittel verteilten (Streitigkeiten auf die Gewährung von Subventionen und Anfechtung von Rückforderungen wegen zu Unrecht gewährter Gelder), weshalb die damit befasste Kammer bald als Europa-Kammer bezeichnet wurde.

### Bauboom und Demonstrationen
Mit der Städtebaupolitik der Stadt Frankfurt am Main rollte von Mitte der 1960er bis zum Ende der 1970er Jahre eine weitere Verfahrenswelle besonders über die "Baukammer" des Gerichts (1973 waren es ca. 2.000 Verfahren: z. B. U-Bahn-Bau, Hochhäuser, Müllgebühren von Hauseigentümern besetzter Häuser). Die Baukammer war auch zuständig für das Ordnungsrecht, das waren Ende der 1970er bis etwa Ende der 1980er Jahre vor allem Streitigkeiten über das Verbot von (meist Samstags-) Demonstrationen, die aber durch die Behörde oft erst am Freitag (nachmittags) verboten wurden. Die Beratungen des Gerichts über die angegriffene Verbots-Verfügung der Ordnungsbehörde fanden daher oft am späten Abend (manchmal auch nachts) statt, ehe die Entscheidung fiel. 1982 waren es bereits 6.000 Verfahren.

### Freizeit: galerie v.g.
Eine Gruppe kunstsinniger Richter organisierte (da sie Freitag-Nachmittag wegen der zu erwartenden Demo-Streitigkeiten anwesend sein "mussten") Kunstausstellungen ("galerie v.g.", drei Ausstellungen pro Jahr), die bald Nachahmer bei den anderen hessischen Verwaltungsgerichten fand.

### Strukturwandel verwaltungsrichterlichen Handelns durch die Asylverfahren
Rund elf Jahre bestand das Gericht aus sieben Kammern, ehe ein weiterer Schub an Verfahren nicht nur das Gericht, sondern die ganze Verwaltungsgerichtsbarkeit faktisch umstrukturierte: die Asylverfahren. Sie sind auf Grund des 1993 in Kraft getretenen Asylverfahrensgesetzes (am 24. Oktober 2015 umbenannt in Asylgesetz) auf nahezu alle Verwaltungsgerichte der Bundesrepublik verteilt worden (Richterliches und nicht-richterliches Personal verdoppelten sich, im Gerichtsgebäude wurde ein neues Stockwerk angemietet und neue Sitzungssäle gebaut, 2/3 des Aktenbestandes jeder Kammer bestand nun aus Asylverfahrensakten). Das Asylverfahrensgesetz 1993 führte einen neuen Verfahrenstyp ein: das asylrechtliche Flughafenverfahren.

### „Web-Richter“
Auf die Initiative einiger weniger Richter bekam das Gericht bereits Mitte der 1990er-Jahre eine Website, später eine Rechtsprechungs-Datenbank, die noch später in die Landes-Rechtsprechungsdatenbank LaReDa einging.

## Die Präsidenten des Gerichts
- 1952–1953: Friedrich Müller
- 1954–1962: Georg Bankwitz (* 1898)
- 1962–1972: Joachim Kniesch (1907–1991)
- 1973–1977: Karl Becker
- 1977–1979: Wolfgang Muno
- 1979–2001: Dieter Neumeyer (* 1936)
- 2001–2008: Reiner Stahl
- 2008–2013: Roland Fritz (* 1947)
- seit 2013: Rainald Gerster